# Utacapnia distincta
Utacapnia distincta är en bäcksländeart som först beskrevs av Theodore Henry Frison 1937.  Utacapnia distincta ingår i släktet Utacapnia och familjen småbäcksländor. Inga underarter finns listade i Catalogue of Life.